# Pedro Javier González
Pedro Javier González García (Barcelona, 27 d'octubre de 1962) és un guitarrista, compositor i productor musical català. Durant la seva carrera ha gravat 7 àlbums musicals, alguns dels quals amb composicions pròpies, i ha produït discos i col·laborat amb artistes com Joan Manuel Serrat, Alejandro Sanz, Manolo García i El Último de la Fila, Maria del Mar Bonet, Victòria dels Àngels, Angelo Branduardi, etc. Destaca per la mesura i la moderació a l'hora de tocar i per la capacitat de barrejar estils com el flamenc o el jazz. És un dels exponents de la guitarra catalana.

## Trajectòria

### Inici musical
Els primers passos del guitarrista van ser al costat d'El Último de la Fila, el 1990, com a músic habitual, tocant la guitarra espanyola per al disc Nuevo pequeño catálogo de seres y estares. A partir d'aquí va començar una important relació entre el grup i el guitarrista, ja que Pedro Javier va acompanyar la banda en els discos següents i en la majoria dels concerts.
El 1992 va formar, al costat del cantant de flamenc Rafael Maya, el grup Arrabasso, amb el qual van editar –amb la discogràfica EMI– el disc anomenat Rumba canalla, amb composicions dels components. L'estil s'apropava a l'ona de nous talents flamencs que apareixien a principis dels anys 1990.
Després de la primera aventura com a compositor, va tornar a col·laborar en qualitat de músic en els àlbums Astronomía razonable i La rebelión de los hombres rana d'El Último de la Fila. En tots dos, Pedro Javier tocava guitarres espanyoles i elèctriques. A més, va acompanyar el grup durant les gires de promoció de tots dos discos.

### La col·leccióGuitarrai el primer disc en solitari
A la segona meitat de la dècada de 1990 el músic català va posar a la venda els tres discos de la sèrie Guitarra:
- Guitarra, el 1996, editat per Konga Music. Doble CD en el qual Pedro Javier versionava de manera acústica grans cançons de la història del pop i el rock internacional, entre les quals cançons d'Eagles, John Lennon, Dire Straits, Supertramp, Simon and Garfunkel, Eric Clapton, etc. Inclou, a més, una composició pròpia, Celtic dreams.

- Guitarra vol. 2, el 1997, editat també per Konga Music. Pedro Javier repeteix fórmula amb un altre doble CD amb versions de grans temes internacionals, aquesta vegada amb temes de The Police, Bob Dylan, Queen, etc. En aquesta versió hi també va incloure una composició pròpia: Rainbow eyes.

- Guitarra 3: Tributo a los Beatles, el 1998, editat de nou per Konga Music. En aquesta ocasió centra totes les versions en temes de The Beatles en els seus 2 CD. Torna a incloure una composició pròpia entre els temes, Tomorrow. D'aquest àlbum va aconseguir editar un senzill comercial, en concret l'última pista de l'àlbum, que contenia un medley d'alguns dels temes.

A principis de 1997, paral·lelament a la sèrie Guitarra, va enregistrar el disc Callejón del gato amb Konga Music. El disc contenia 13 cançons instrumentals, compostes pel músic català, de to acústic, entre les quals s'incloïen sevillanes, tangos i buleries.

### Consagració en solitari i continuació de les col·laboracions
Abans de tornar a gravar un altre àlbum amb composicions pròpies, Pedro Javier va fer diverses col·laboracons, tocant la guitarra espanyola en discos com Arena en los bolsillos (1998), de Manolo García, o Cansiones (2000), de Joan Manuel Serrat. Fins i tot va acompanyar García en la seva gira de presentació del disc.
No és fins al 2001 quan Pedro Javier González torna a gravar un àlbum d'estudi, en aquesta ocasió es tracta d'Árboles nuevos, produït per la discogràfica Alía Discos, que conté 10 temes instrumentals i 1 de vocal.
Paral·lelament, va coproduir i va tocar la guitarra espanyola en Nunca el tiempo es perdido (2001) i Para que no se duerman mis sentidos (2004) de Manolo García. Aquest últim àlbum, a més, li va valer el reconeixement de la nominació dels Premis de la Música al "Millor arranjador musical", compartit amb Manolo i amb Nacho Lesko. Va tornar també a col·laborar amb Serrat en el disc Versos en la boca (2002), en què exercia de guitarrista de flamenc.
El 2005 va tornar a gravar i reinterpretar els temes del seu primer àlbum en solitari, editant Nuevo callejón del gato 05 de nou amb la discogràfica Alía Discos. I el 2007 va editar un nou disc de composicions pròpies anomenat Verdades ocultas y medias mentiras, aquesta vegada sota la discogràfica GTK, amb 10 temes instrumentals, que incloïen una versió de La leyenda del tiempo de Camarón de la Isla.

### El projecte Trío
Pedro Javier González, al costat de Roger Blavia (bateria) i Toni Terré (baixista), es van unir sota el nom Trío per fer una sèrie de concerts per Europa. Van editar un DVD amb la gravació del concert de Vicenza, el 28 d'octubre de 2006. Tocaven temes de totes les trajectòries del guitarrista català, incloses les versions de clàssics del pop i el rock internacional.

## Obra

### Discografia
Amb Arrebato:
- Rumba canalla (EMI, 1992)

De versions:
- Guitarra (Konga Music, 1996)
- Guitarra vol. 2 (Konga Music, 1997)
- Guitarra 3: Tributo a los Beatles (Konga Music, 1998)

De composicions pròpies en solitari
- Callejón del gato (Konga Music, 1997)
- Árboles nuevos (Alía Discos, 2001)
- Nuevo callejón del gato 05 (Alía Discos, 2005)
- Verdades ocultas y medias mentiras (GTK, 2007)

### Vídeos
Amb Trío:
- Pedro Javier González Trío (2006)